# 亀田市
亀田市（かめだし）は、北海道渡島支庁管内にあった市である。

## 概要
1902年（明治35年）、内務省令第七号に基づき二級町村制施行にあたり、亀田村外五ヶ村（亀田村、鍛冶村、神山村、赤川村、桔梗村、石川村）の戸長役場を廃止し、従来の村名を大字として合併し、新たに亀田村が成立したのが始まりである。
後に1971年（昭和46年）に亀田郡亀田町から市制施行したが、1973年（昭和48年）に函館市に編入され、わずか2年1ヶ月（日数換算で761日）で消滅した。
単独の市として存続した期間は京都府伏見市の1年11ヶ月、日数換算ではちょうど700日に次いで日本で2番目に短い期間であった。

## 地理
大野平野の南東部、亀田川の中・上流域を占めていた内陸の都市。現在の函館市北西部に当たる。
東西11.5 km、南北14.7 km位置N41°47′ E140°40′
- 山
  - 袴腰岳（はかまごしだけ）（1108m※函館最高峰）
- 河川
  - 亀田川水系（亀田川・笹流川・赤井川・黒井川）
  - 松倉川水系（鮫川・深堀川・寺の沢川・七五郎沢川・陣川）
- 湖沼
  - 笹流貯水池（人造湖、ダム湖百選）
  - 中野貯水池（人造湖）

## 自治体名由来

### 地名由来
亀田という地名の由来には諸説がある。
シコツ改名説
明治末年ごろアイヌ語地名の「シ・コッ（大きな窪地）」の音が「死骨」と同じなのを嫌って縁起のよい「亀」と水田があったのでこれに「田」の字を付け「亀田」とした。この説は明治維新前の文献には見られない。同様の由来がある地名は千歳市。
北洲カンメテ説
『東北太平記（北部御陣日記）』に書かれていたこの地の地名「北洲カンメテ」の「カンメテ」が「亀田」に変化した。
東北の地名説
青森県、秋田県、新潟県に同じ地名がある。これらから渡ってきた人々が出身地の地名をつけたもの。
青森県では板柳町、藤崎町、平賀町（現・平川市）など
秋田県では羽後亀田（現・由利本荘市）
新潟県では亀田町（現・新潟市江南区）
亀太の郡説
「明治十九年各村創立聞取書」によると湖があってそこに大亀が住んでいたので亀太の郡と呼んだことから。

### 函館の地名への影響
箱館→函館区→函館市の旧町丁「鶴岡町（現・若松町、大手町の一部）」の命名にも影響を与えている。

## 亀田と函館との境界
函館（箱館）との元々の境とされている場所は諸説ある。
箱館桝形説
『函館・道南大辞典』によると江戸時代に幕府直轄時代に作られた検問所「箱館桝形」の場所とされる。現在の位置は函館市企業局交通部運営の路面電車停留場「魚市場通停留場」付近。
一本木説
同じく『函館・道南大辞典』では一本木町（現・若松町）に1817年（文化14年）建立の猿田彦塚（天保九年御巡見使要用録）。この石碑は函館市交通局若松町停留場（1993年（平成5年）4月1日廃止）付近に建てられていたものである。
『赤川町誌』によると定住者が少なかったとのこともあり大らかなものであった。おおむね境界が確定したのは安政年間と推定している。

## 地区別概要

### 赤川
地名
旧名赤川沢。赤川沢から赤川村となった。1902年（明治35年）に亀田村大字赤川村。
歴史
和人が入るのが遅く、記録では1713年に神山村から吉左右衛門と榊原金之丞が現在の三島神社を建立して開拓したとある。

### 鍜冶
地名
鍛冶村で、その旧名は鍜冶屋村。天明6年の蝦夷拾遺には鍜冶村の名前が使われ、松浦武四郎日誌には梶山村と鍛冶山村の当て字と考えられる表記がある。その後の鍛治村名主所御用書留には、かち邑、鍛次村、かぢ村、鍛冶村が併用され、「冶」の時も「冶」「治」があり、揺れがある。村域のゆれもあり、日吉町、さらに湯ノ川まで含まれていたとされる。1902年（明治35年）に亀田村大字鍛冶村、1931年（昭和6年）に亀田村字鍛治村、1962年（昭和37年）に亀田町字鍛治、1967年（昭和46年）に亀田市鍛治町、1973年（昭和48年）に函館市鍛治町になる。

### 神山
地名
旧名上山村。1865年（慶応元年）に神山村に改められる。1902年（明治35年）に亀田村大字神山村。
歴史
1684年(貞享元年)、南部七戸より佐々木佐四郎の祖、佐四郎が来住し、農業を営んだことが始まりである。1797年（寛政9年）の蝦夷巡覧筆記に「上山村、馬アリ、産物雑穀、水ワルシ…」とある。なお、神山三〇〇年誌によれば水ワルシとは水害が多いことを指しているのではないかと推測している。1904年（明治37年）から中川嘉兵衛により天然氷｢函館氷｣の製氷地が作られた。

### 石川
地名
元々石川沢。地名由来は｢眺めのよいところ｣である。1902年（明治35年）に亀田村大字石川村。
歴史
元々赤川村の区域に入っていた。1857年（安政4年）に松川弁之助により越後国より16戸ほど入植させて御手作場を開設した 。なお、御手作場とは江戸幕府運営の開墾場である。

### 桔梗
地名
旧名桔梗野。後に桔梗村。1902年（明治35年）に亀田村大字桔梗村。
歴史
野生の桔梗が自生する場所だった。

### 亀田
亀田村の村域。地名由来は前述の通り。1873年（明治6年）3月、亀田村海岸町が函館区へ編入。1899年（明治32年）に函館区の要請により亀田村大字亀田村と函館区大字亀田村とに分割した。前者はのちの亀田市域に、後者は函館市域になる。

#### 亀田村大字亀田村
1931年（昭和6年）3月26日までの小字名は下記の通りで翌27日に新字名「字富岡」と「字中道」を設けて整理、旧大字名「大字亀田村」とともに廃止された。
- 字富岡（新字名）
  - 字三角
  - 字田家
  - 字谷地頭
  - 字赤川通
  - 字下川原
- 字中道（新字名）
  - 字六軒屋
  - 字田家
  - 字鍛治村通
  - 字中道
  - 字下川原

#### 函館区大字亀田村
函館区内の字名は次の通りで、1931年（昭和6年）9月13日北海道庁公示により字名が再編され大字名も廃止された。これにより亀田村は村域のおよそ二分の一の土地、具体的には戸長役場、亀田小学校、亀田八幡宮および五稜郭を中心とした一帯を失った。
- 村内
- 大川通内
- 五稜郭通
- 陣屋通
- 千代ヶ岱 - 亀田に続いている岡（オカ）で「鶴は千年」から千代ヶ岡としたものである。1989年（寛政元年）、菅江真澄の旅行記「昆布苅（ヒロメカリ）」に地名が出てくる[20]。
- 湯川通
- 柏野
- 十文字
- 村内川東
- 万年橋 - 箱館奉行の羽太正養の「休明光記」に文化元年（1804年）、亀田村に橋を造った。亀田村の橋とのことで名を万年としたとあり、この橋の名前を元にした[21]。
- ゴミ川ノ内
- 有川通ノ内
- 札幌通
- 八幡社後手
- 田家ノ内 - 文化年間（1804年-1817年）に農家数戸が移住して開墾した。亀田農業の中心地[22]。
- 六軒家ノ内
- 鍛冶村通ノ内
- 前浜
- 万年橋脇

#### 再編後の字名
- 万代町
- 松川町
- 宮前町
- 吉川町
- 北浜町
- 追分町
- 亀田町
- 八幡町
- 白鳥町
- 大川町
- 田家町
- 掘川町
- 的場町
- 中島町
- 千代ヶ岱町
- 人見町
- 乃木町
- 梁川町
- 本町
- 杉並町
- 松蔭町
- 柏木町
- 五稜郭町
- 柳町
- 川原町

## 歴史
縄文時代から人間が定着し、サイベ沢遺跡（函館市西桔梗町。縄文時代の円筒土器や石器・人骨等が発見されている）や煉瓦台貝塚などが存在する。
室町時代には蠣崎氏（松前氏）により亀田館が設置された（河野氏によるとの説もある）。

### 沿革

#### 前史
安東氏時代（1223年-1589年）
- 1456年（康正2年）、鍛冶屋村の殺傷事件が発端となり、コシャマインの乱が起きる[23]。

松前氏時代（1590年-）
- 1604年（慶長9年）、蠣崎慶広（松前慶広）が江戸幕府から蝦夷地支配のお墨付きを得て亀田番所を設置し当地を支配した。
- 1702年（元禄15年） - 1703年（元禄16年）、亀田川が大洪水を起こす。
- 1713年（正徳3年）、神山村から吉左右衛門と榊原金之丞が現在の三島神社を建立して赤川沢（のちの赤川村）を開拓した。
- 1741年（寛保元年）、亀田番所、箱館へ移転する。
- 1857年（安政4年）、赤川村字石川沢御手作場が開設される。
- 1859年（安政6年）、堀川乗経が中心となり亀田川を分流（願乗寺川）。
  - 1859年（安政6年）、 箱館港が貿易港として開港する。
- 1867年（慶応3年）、大政奉還

箱館戦争後(1869年-)
- 1873年（明治6年）3月、亀田村海岸町が函館区へ編入する。
- 1890年（明治23年）、中川嘉兵衛が神山村に製氷地を作り、天然氷の製氷事業を続ける（函館氷）。
- 1899年（明治32年）10月1日、亀田村の一部7.76km2を函館区に編入。

#### 新生「亀田村」成立後
- 1902年（明治35年）4月1日、亀田郡亀田村、神山村、鍛冶村、桔梗村、石川村を併せて北海道二級町村制を施行、亀田村となる。
- 1902年（明治35年）12月10日、桔梗駅開業。
- 1911年（明治44年）、五稜郭駅開業。
- 1919年（大正8年）4月1日、亀田村が北海道一級町村制施行。
- 1927年（昭和2年）11月25日、函館市から亀田村へ水道水の給水開始（区域外給水）。 函館市企業局上下水道部#歴史を参照
- 1931年（昭和6年）12月5日、赤川乗合自動車（函館バスの前身のひとつ）設立、万年橋-赤川水源地間路線バス運行開始[24]
- 1935年（昭和10年）5月17日、函館市から亀田村字赤川通へ水道水の給水開始（区域外給水）。 函館市企業局上下水道部#歴史を参照
- 1936年（昭和11年）、戸井線着工（未成線）[25]
- 1938年（昭和13年）5月1日、赤川乗合自動車、五稜郭駅前－五稜郭公園前他3系統の路線バスの運転を開始[24]
- 1940年（昭和15年）9月1日、函館測候所（現・函館地方気象台）が移転してくる。
- 1943年（昭和18年）4月25日、国鉄函館機関区五稜郭操車場給炭水所（現·JR貨物五稜郭機関区）開設[26]

太平洋戦争終戦後（1945年-）
- 1949年（昭和24年）、字港町の一部 (0.968 km2) を函館市に編入、これにより亀田村は海に面しない自治体となる。
- 1957年（昭和32年）7月25日、北海道道191号（当時）上磯亀田湯川線（上磯郡上磯町（現・北斗市）字飯生 - 函館市湯倉町）路線認定。北海道道100号函館上磯線、通称産業道路の前身
- 1960年（昭和35年）9月21日、函館市水道局中野ダム（現・新中野ダム）完成 函館市企業局上下水道部#歴史を参照
- 1961年（昭和36年）
  - 3月31日 - 北海道道347号赤川函館線、通称赤川通りが路線認定
  - 11月18日、NHK函館放送局の中波ラジオ送信所（第一放送、第二放送）が函館市汐見町より移転してくる。NHK亀田ラジオ放送所[27]
- 1962年（昭和37年）1月1日、町制施行し亀田町となる。
- 1964年（昭和39年）3月1日、札幌テレビ放送中波ラジオ（現・STVラジオ）函館放送局送信所開設[28]
- 1971年（昭和46年）11月1日、市制施行し亀田市となる。
- 1973年（昭和48年）12月1日、亀田市が、函館市に編入合併。合併時の市長は吉田政雄（2期目）。

### 人口の変遷
1888年（明治21年）12月31日現在の人口
- 亀田村	2298人
- 桔梗村	311人
- 鍛冶村	409人
- 石川村	146人
- 神山村	376人
- 赤川村	596人

国勢調査および住民基本台帳によるデータ
- 1920年10月1日国勢調査 1135世帯 6238人
- 1935年10月1日国勢調査 1789世帯 10270人
- 1965年10月1日国勢調査 6974世帯 28813人
- 1970年10月1日国勢調査 13954世帯 50623人
- 1971年10月1日住民基本台帳	 15758世帯 55657人
- 1973年10月31日住民基本台帳 19904世帯 66552人

## 歴代首長
この節の出典は神山三〇〇年誌より
| 首長       | 在任            |              |
| ---------- | --------------- | ------------ |
| 佐々木善松 | 1947年 - 1955年 | 村長（公選） |
| 近江新三郎 | 1955年 - 1962年 | 村長（公選） |
| 近江新三郎 | 1962年 - 1967年 | 町長         |
| 吉田政雄   | 1967年 - 1971年 | 町長         |
| 吉田政雄   | 1971年 - 1973年 | 市長         |

## 交通

### 鉄道路線
日本国有鉄道（現在はJR北海道）
函館本線
五稜郭駅 - 桔梗駅
江差線（現在は道南いさりび鉄道）
五稜郭駅
戸井線（未成線）
五稜郭駅 - 東五稜郭
函館市交通局（現在は函館市企業局交通部）
本線
亀田町 - 大野新道 - 鉄道工場前 - 五稜郭駅前

### 教育
（人数は1973年9月1日時点）

#### 小学校
- 亀田小学校（児童数：1154人）
- 鍛神小学校（児童数：787人）
- 鍛神小学校東山分校（児童数：18人）
- 桔梗小学校（児童数：392人）
- 中の沢小学校（児童数：30人）
- 赤川小学校（児童数：275人）
- 昭和小学校（児童数：1747人）
- 本通小学校（児童数：513人）
- 中央小学校（児童数：540人）
- 北海道教育大学教育学部附属函館小学校（児童数：488人）

#### 中学校
- 亀田中学校（生徒数：1530人）
- 桐花中学校（生徒数：1035人）
- 北海道教育大学教育学部附属函館中学校（生徒数：394人）

#### 高等学校
- 北海道函館商業高等学校（生徒数：全日制1197人、定時制283人）
- 亀田高等学校（1953年開校、1968年函館商業高校に吸収合併）
- 函館大谷高等学校男子部（生徒数：622人）
- 函館昭和女子学園高等学校（生徒数：357人）

#### 短期大学
- 函館大谷短期大学（学生数：82人）

## 産業

### 農業
- ジャガイモ - 代表的な品種として紅丸と男爵薯が栽培された[30]。
  - 紅丸は赤川と神山の赤土（砂壌土）を利用して栽培された。男爵薯より高く売れる利点がある。8月上旬に収穫し、その後に白菜と赤かぶを栽培した[30]。
  - 男爵薯も台地上の黒土で栽培された。収穫後は練馬大根を栽培した[30]。